# Risto Kuisma
Risto Martti Antero Kuisma (ur. 1947 w m. Savonlinna) – fiński polityk, prawnik i działacz związkowy, deputowany do Eduskunty, kandydat w wyborach prezydenckich.

## Życiorys
Pracował zarobkowo od lat 60., był m.in. robotnikiem w sektorze przemysłowym w Kouvoli i pracownikiem straży przemysłowej w Kuusankoski. W 1976 ukończył studia prawnicze na Uniwersytecie Helsińskim. Od połowy lat 70. etatowy działacz związkowy, w latach 1978–1994 pełnił funkcję przewodniczącego związku Auto- ja Kuljetusalan Työntekijäliitto AKT, zrzeszającego pracowników sektora transportowego. W 1994 zajął się doradztwem prawnym. Działał w samorządzie lokalnym i regionalnym, m.in. jako radny gminy Pornainen i radny prowincji Uusimaa. Autor kilku publikacji książkowych.
W 1995 z ramienia Socjaldemokratycznej Partii Finlandii uzyskał mandat posła do Eduskunty. W 1997 przeszedł do frakcji Nuorsuomalaiset, a w 1998 utworzył własną formację pod nazwą Remonttiryhmä. Z jej ramienia w 1999 został wybrany na kolejną kadencję. W 2000 kandydował w wyborach prezydenckich. W pierwszej turze głosowania otrzymał 0,6% głosów, zajmując ostatnie miejsce wśród 7 kandydatów. Jego ugrupowanie wkrótce zaprzestało działalności, a Risto Kuisma w 2002 powrócił do socjaldemokratów. Mandat deputowanego wykonywał również w kolejnej kadencji (2003–2007) i ponownie w latach 2010–2011.